# Lee Eun-soo
Đây là một tên người Triều Tiên, họ là Lee.
Chuẩn tướng Lee Eun-soo (sinh năm 1965) là một cựu sĩ quan quân đội Hàn Quốc trong lĩnh vực pháp lý. Bà là nữ tướng lĩnh đầu tiên xuất phát từ ngành pháp lý quân đội Hàn Quốc và là nữ tướng thứ bảy trong toàn quân.

## Tiểu sử
Lee sinh năm 1965 và theo học tại trường trung học Gumi Ohsang, cô tốt nghiệp năm 1984. Cô theo học Đại học Quốc gia Kyungpook và tốt nghiệp cử nhân luật năm 1989. Lee trở thành hạ sĩ quan của Lục quân Hàn Quốc vào năm 1991; cô là nữ sĩ quan tư pháp đầu tiên trong lục quân. Năm 1992, Lee theo học tại Viện Nghiên cứu và Đào tạo Tư pháp của Tòa án Tối cao Hàn Quốc và là công tố viên quân sự trong Quân đoàn 11 của Lục quân từ năm 1993 đến năm 1994.
Lee là thẩm phán biện hộ cho Sư đoàn 36 từ năm 1995 đến năm 1996 và sau đó là giảng viên luật tại Trường Hành chính Hợp nhất của quân đội trong hai năm. Từ năm 1998, bà phục vụ tại Vụ Lập pháp của Bộ Quốc phòng với tư cách là một chuyên gia về luật quốc tế. Năm 2002, Lee được bổ nhiệm làm trưởng khoa tố tụng của quân đội và vào năm 2003 bà được bổ nhiệm làm trưởng khoa luật tại Trường Hành chính Hợp nhất. Lee từng là chánh án Tòa án quân sự chung của Hàn Quốc vào năm 2005 trước khi được bổ nhiệm làm Chánh văn phòng Bộ Lập pháp của quân đội. Năm 2006, bà trở thành Trưởng phòng Tố tụng, Văn phòng Công tố Bộ Quốc phòng.
Lee đã được Đại học Hàn Quốc cấp bằng thạc sĩ luật và cùng năm được bổ nhiệm làm thẩm phán biện hộ cho Bộ Tư lệnh Chiến dịch thứ hai. Bà được bổ nhiệm làm người đứng đầu Bộ Nhân quyền của quân đội vào năm 2010, và đến năm 2011 bà trở thành đại tá.
Vào tháng 4 năm 2011 Lee được thăng cấp bậc hàm chuẩn tướng. Bà trở thành nữ tướng đầu tiên trong ngành pháp luật và là nữ tướng thứ bảy trong quân đội. Cùng năm, bà được bổ nhiệm làm Tổng Thẩm phán biện hộ cho Lục quân Hàn Quốc, một vị trí mà bà giữ cho đến năm 2012, khi bà trở thành chánh án Tòa án cấp cao các lực lượng vũ trang. Lee theo học Chương trình Quản lý Nâng cao về An ninh tại Đại học Quốc gia Seoul vào năm 2013 và vào năm 2014 trong một chương trình tương tự tại Viện Khoa học và Công nghệ Tiên tiến Hàn Quốc. Lee từ chức quân đội vào năm 2014, và vào năm 2015 tham gia hành nghề tư nhân với tư cách là cộng sự của Barun Law.